# Charles de Montesson (mort en 1758)
Pour les articles homonymes, voir Charles de Montesson.
Charles de Montesson, né en 1689 et mort en 1758, est un militaire français, fils puîné de Jean-Baptiste de Montesson.

## Biographie
Mousquetaire à 17 ans, il combattit à la bataille de Ramillies, avec son père. En 1706, il obtint un régiment d'infanterie de son nom, par démission de son frère (29 décembre), et son régiment réformé, fut mis colonel à la suite du régiment de Navarre, 15 février 1714. Enseigne des gardes du corps, avec rang de mestre du camp de cavalerie (1er juin 1717), brigadier de cavalerie (1er février 1719), troisième lieutenant aux gardes (26 juillet 1729), gouverneur des forts de Brescou et d'Agde (1er mai 1731), il fut employé à l'armée du Rhin (1734), finit la campagne avec le grade de maréchal de camp, fut créé lieutenant général le 1er mars 1738, et sous les ordres du maréchal de Noailles (août 1742), contribua à la défense de la frontière. Avec le maréchal de Coigny en Alsace en 1743 ; à la suite du roi aux sièges de Menin, d'Ypres et de Furnes en 1744, il participe à la guerre de Succession d'Autriche.
Sous les ordres du maréchal de Saxe (juillet 1744), il commanda en Flandre la Maison du roi, comme premier lieutenant aux gardes à Tournai, à la bataille de Fontenoy et à la bataille de Rocourt (1746), et de nouveau à la bataille de Lauffeld au mois de juillet 1747.
Il quitta alors les gardes, fut au siège de Maestricht (1748) et rentra en France. Il mourut le 26 juin 1758 à Paris, rue de l'Université, sans enfants d'Anne-Émilie Rouillé, laissant pour héritiers le marquis Jean-Baptiste de Montesson, son frère, et sa sœur Marie.

## Source
- « Charles de Montesson (mort en 1758) », dans Alphonse-Victor Angot et Ferdinand Gaugain, Dictionnaire historique, topographique et biographique de la Mayenne, Laval, A. Goupil, 1900-1910 [détail des éditions] (BNF 34106789, présentation en ligne)